# Preliminariile Campionatului European de Fotbal 2016 – Grupa F
Grupa F din preliminariile Campionatului European de Fotbal 2016 a fost una dintre cele nouă grupe care va decide echipele ce se vor califica pentru turneul final. Din această grupă fac parte Grecia, Ungaria, România, Finlanda, Irlanda de Nord și Insulele Feroe, iar fiecare dintre ele va juca câte două meciuri contra celorlalte echipe din grupă, în sistem tur-retur.

## Grupă
| Legendă pentru culorile grupelor       |
| -------------------------------------- |
| Echipă calificată direct pentru turneu |
| Echipă care merge la baraj             |

Vezi departajările dacă două sau mai multe echipe au același număr de puncte.
| Echipa          | MJ | V | E | Î | GM | GP | G   | Pct |
| --------------- | -- | - | - | - | -- | -- | --- | --- |
| Irlanda de Nord | 10 | 6 | 3 | 1 | 16 | 8  | +8  | 21  |
| România         | 10 | 5 | 5 | 0 | 11 | 2  | +9  | 20  |
| Ungaria         | 10 | 4 | 4 | 2 | 11 | 9  | +2  | 16  |
| Finlanda        | 10 | 3 | 3 | 4 | 9  | 10 | −1  | 12  |
| Insulele Feroe  | 10 | 2 | 0 | 8 | 6  | 17 | −11 | 6   |
| Grecia          | 10 | 1 | 3 | 6 | 7  | 14 | −7  | 6   |

## Meciuri
Programul a fost anunțat de UEFA în aceeași zi cu tragerea la sorți, pe 23 februarie 2014, la Nisa. Orele de început sunt CET/CEST (ora locală este în paranteze).
| Ungaria     | 1–2     | Irlanda de Nord         |
| ----------- | ------- | ----------------------- |
| Priskin 75' | Rezumat | McGinn 81' Lafferty 88' |

| Insulele Feroe | 1–3     | Finlanda                          |
| -------------- | ------- | --------------------------------- |
| Holst 41'      | Rezumat | Riku Riski 53', 78' Eriomenko 82' |

| Grecia | 0–1     | România           |
| ------ | ------- | ----------------- |
|        | Rezumat | Marica 10' (pen.) |

| România     | 1–1     | Ungaria       |
| ----------- | ------- | ------------- |
| Rusescu 45' | Rezumat | Dzsudzsák 82' |

| Finlanda  | 1–1     | Grecia      |
| --------- | ------- | ----------- |
| Hurme 55' | Rezumat | Karelis 24' |

| Irlanda de Nord            | 2–0     | Insulele Feroe |
| -------------------------- | ------- | -------------- |
| McAuley 6' K. Lafferty 20' | Rezumat |                |

| Insulele Feroe | 0–1     | Ungaria    |
| -------------- | ------- | ---------- |
|                | Rezumat | Szalai 21' |

| Finlanda | 0–2     | România         |
| -------- | ------- | --------------- |
|          | Rezumat | Stancu 54', 83' |

| Grecia | 0–2     | Irlanda de Nord         |
| ------ | ------- | ----------------------- |
|        | Rezumat | Ward 9' K. Lafferty 51' |

| Grecia | 0–1     | Insulele Feroe |
| ------ | ------- | -------------- |
|        | Rezumat | Edmundsson 61' |

| Ungaria  | 1–0     | Finlanda |
| -------- | ------- | -------- |
| Gera 84' | Rezumat |          |

| România       | 2–0     | Irlanda de Nord |
| ------------- | ------- | --------------- |
| Papp 74', 79' | Rezumat |                 |

| Irlanda de Nord      | 2–1     | Finlanda    |
| -------------------- | ------- | ----------- |
| K. Lafferty 33', 38' | Rezumat | Sadik 90+1' |

| România    | 1–0     | Insulele Feroe |
| ---------- | ------- | -------------- |
| Keșerü 21' | Rezumat |                |

| Ungaria | 0–0     | Grecia |
| ------- | ------- | ------ |
|         | Rezumat |        |

| Finlanda | 0–1     | Ungaria     |
| -------- | ------- | ----------- |
|          | Rezumat | Stieber 82' |

| Insulele Feroe           | 2–1     | Grecia               |
| ------------------------ | ------- | -------------------- |
| Hansson 32' B. Olsen 70' | Rezumat | Papastathopoulos 84' |

| Irlanda de Nord | 0–0     | România |
| --------------- | ------- | ------- |
|                 | Rezumat |         |

| Insulele Feroe | 1–3     | Irlanda de Nord                  |
| -------------- | ------- | -------------------------------- |
| Edmundsson 36' | Rezumat | McAuley 12', 71' K. Lafferty 75' |

| Grecia | 0–1     | Finlanda       |
| ------ | ------- | -------------- |
|        | Rezumat | Pohjanpalo 75' |

| Ungaria | 0–0     | România |
| ------- | ------- | ------- |
|         | Rezumat |         |

| Finlanda       | 1–0     | Insulele Feroe |
| -------------- | ------- | -------------- |
| Pohjanpalo 23' | Rezumat |                |

| Irlanda de Nord   | 1–1     | Ungaria     |
| ----------------- | ------- | ----------- |
| K. Lafferty 90+3' | Rezumat | Guzmics 74' |

| România | 0–0     | Grecia |
| ------- | ------- | ------ |
|         | Rezumat |        |

| Ungaria       | 2–1     | Insulele Feroe |
| ------------- | ------- | -------------- |
| Böde 63', 71' | Rezumat | Jakobsen 11'   |

| Irlanda de Nord             | 3–1     | Grecia       |
| --------------------------- | ------- | ------------ |
| Davis 35', 58' Magennis 49' | Rezumat | Aravidis 87' |

| România     | 1–1     | Finlanda       |
| ----------- | ------- | -------------- |
| Hoban 90+1' | Rezumat | Pohjanpalo 67' |

| Insulele Feroe | 0–3     | România                     |
| -------------- | ------- | --------------------------- |
|                | Rezumat | Budescu 4', 45+1' Maxim 83' |

| Finlanda     | 1–1     | Irlanda de Nord |
| ------------ | ------- | --------------- |
| Arajuuri 87' | Rezumat | Cathcart 31'    |

| Grecia                                              | 4–3     | Ungaria                         |
| --------------------------------------------------- | ------- | ------------------------------- |
| Stafylidis 5' Tachtsidis 57' Mitroglou 79' Kone 86' | Rezumat | Lovrencsics 26' Németh 54', 76' |

## Golgheteri
7 goluri
- Kyle Lafferty

3 goluri
- Joel Pohjanpalo
- Gareth McAuley

2 goluri
- Riku Riski
- Jóan Símun Edmundsson
- Steven Davis
- Constantin Budescu
- Paul Papp
- Bogdan Stancu
- Dániel Böde
- Krisztián Németh

1 gol
- Paulus Arajuuri
- Roman Eremenko
- Jarkko Hurme
- Berat Sadik
- Christos Aravidis
- Nikolaos Karelis
- Panagiotis Kone
- Konstantinos Mitroglou

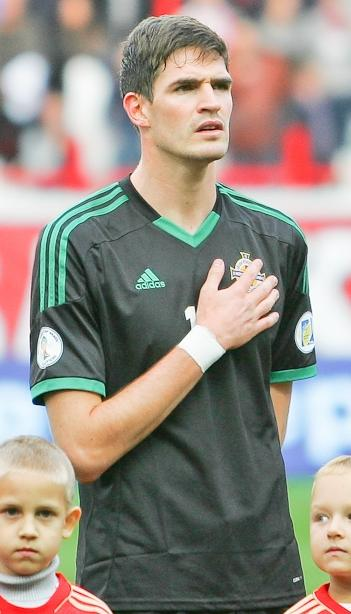
Kyle Lafferty (Irlanda de Nord) este golgheterul grupei, cu 7 goluri înscrise

- Sokratis Papastathopoulos
- Kostas Stafylidis
- Panagiotis Tachtsidis
- Hallur Hansson
- Christian Holst
- Róaldur Jakobsen
- Brandur Olsen
- Niall McGinn
- Jamie Ward
- Claudiu Keșerü
- Ciprian Marica
- Raul Rusescu
- Ovidiu Hoban
- Alexandru Maxim
- Balázs Dzsudzsák
- Zoltán Gera
- Richárd Guzmics
- Gergő Lovrencsics
- Tamás Priskin
- Zoltán Stieber
- Ádám Szalai

## Disciplină
Un jucător este suspendat automat la următorul meci pentru următoarele sancțiuni:
- Primirea unui cartonaș roșu (suspendarea poate fi extinsă pentru abateri mai serioase)
- Primirea a trei cartonașe galbene în trei meciuri diferite, precum și după al cincilea și oricare altul (suspendările sunt valabile și pentru baraj, dar nu și pentru turneul final sau pentru viitoarele meciuri internaționale)

Următorii jucători au fost (sau vor fi) suspendați pentru unul dintre meciurile din preliminarii:
| Națională       | Jucător               | Avertizat | Suspendat                                   |
| --------------- | --------------------- | --- | ------------------------------------------- |
| Finlanda        | Alexander Ring        | contra României (14 octombrie 2014)                                                                                    | contra Ungariei (14 noiembrie 2014)         |
| Finlanda        | Tim Sparv             | contra Greciei (11 octombrie 2014) contra Ungariei (13 iunie 2015) contra Insulelor Feroe (7 septembrie 2015)          | contra României (8 octombrie 2015)          |
| Finlanda        | Markus Halsti         | contra Ungariei (13 iunie 2015) contra Insulelor Feroe (7 septembrie 2015) contra României (8 octombrie 2015)          | contra Irlandei de Nord (11 octombrie 2015) |
| Finlanda        | Përparim Hetemaj      | contra Insulelor Feroe (7 septembrie 2015) contra Greciei (11 octombrie 2014) contra României (8 octombrie 2015)       | contra Irlandei de Nord (11 octombrie 2015) |
| Grecia          | Vasilis Torosidis     | contra României (7 septembrie 2014) contra Finlandei (11 octombrie 2014) contra Insulelor Feroe (13 iunie 2015)        | contra Finlandei (4 septembrie 2015)        |
| Grecia          | Kostas Manolas        | contra României (7 septembrie 2014) contra Insulelor Feroe (14 noiembrie 2014) contra României (7 septembrie 2015)     | contra Irlandei de Nord (8 octombrie 2015)  |
| Insulele Feroe  | Hallur Hansson        | contra Finlandei (7 septembrie 2014) contra Ungariei (14 octombrie 2014) contra Greciei (14 noiembrie 2014)            | contra României (29 martie 2015)            |
| Insulele Feroe  | Atli Gregersen        | contra Ungariei (14 octombrie 2014) contra Greciei (14 noiembrie 2014) contra Greciei (13 iunie 2015)                  | contra Irlandei de Nord (4 septembrie 2015) |
| Insulele Feroe  | Jóan Símun Edmundsson | contra Irlandei de Nord (4 septembrie 2015)                                                                            | contra Finlandei (7 septembrie 2015)        |
| Insulele Feroe  | Fróði Benjaminsen     | contra Ungariei (14 octombrie 2014) contra Greciei (13 iunie 2015) contra Finlandei (7 septembrie 2015)                | contra Ungariei (8 octombrie 2015)          |
| Insulele Feroe  | Brandur Olsen         | contra Greciei (14 noiembrie 2014) contra Greciei (13 iunie 2015) contra Finlandei (7 septembrie 2015)                 | contra Ungariei (8 octombrie 2015)          |
| Irlanda de Nord | Jonny Evans           | contra Azerbaidjanului (11 octombrie 2013)                                                                             | contra Ungariei (7 septembrie 2014)         |
| Irlanda de Nord | Chris Baird           | contra Ungariei (7 septembrie 2015)                                                                                    | contra Greciei (8 octombrie 2015)           |
| Irlanda de Nord | Kyle Lafferty         | contra Greciei (14 octombrie 2014) contra României (14 noiembrie 2014) contra Ungariei (7 septembrie 2015)             | contra Greciei (8 octombrie 2015)           |
| Irlanda de Nord | Conor McLaughlin      | contra României (14 noiembrie 2014) contra Insulelor Feroe (4 septembrie 2015) contra Ungariei (7 septembrie 2015)     | contra Greciei (8 octombrie 2015)           |
| România         | Ciprian Marica        | contra Greciei (7 septembrie 2014)                                                                                     | contra Ungariei (11 octombrie 2014)         |
| România         | Mihai Pintilii        | contra Greciei (7 septembrie 2014) contra Irlandei de Nord (14 noiembrie 2014) contra Irlandei de Nord (13 iunie 2015) | contra Ungariei (4 septembrie 2015)         |
| România         | Alexandru Chipciu     | contra Ungariei (11 octombrie 2014) contra Irlandei de Nord (14 noiembrie 2014) contra Ungariei (4 septembrie 2015)    | contra Greciei (7 septembrie 2015)          |
| Ungaria         | Ákos Elek             | contra României (11 octombrie 2014) contra Finlandei (14 noiembrie 2014) contra Greciei (29 martie 2015)               | contra Finlandei (13 iunie 2015)            |
| Ungaria         | Zoltán Gera           | contra României (11 octombrie 2014) contra Insulelor Feroe (14 octombrie 2014) contra Finlandei (13 iunie 2015)        | contra României (4 septembrie 2015)         |
| Ungaria         | Dániel Tőzsér         | contra României (11 octombrie 2014) contra Finlandei (14 noiembrie 2014) contra României (4 septembrie 2015)           | contra Irlandei de Nord (7 septembrie 2015) |
| Ungaria         | Leandro               | contra Greciei (29 martie 2015) contra României (4 septembrie 2015) contra Irlandei de Nord (7 septembrie 2015)        | contra Insulelor Feroe (8 octombrie 2015)   |